# Hadja Djabaté
Hadja Fatoumata Djabaté, née le 12 septembre 1982, est une taekwondoïste ivoirienne.

## Carrière
Hadja Fatoumata Djabaté est médaillée de bronze dans la catégorie des plus de 73 kg aux Championnats d'Afrique de taekwondo 2014 à Tunis et aux Jeux africains de 2015 à Brazzaville.